# Pteronemobius paranae
Pteronemobius paranae är en insektsart som först beskrevs av Henri Saussure 1874.  Pteronemobius paranae ingår i släktet Pteronemobius och familjen syrsor. Inga underarter finns listade i Catalogue of Life.